# Castell de Baborers
El castell de Baborers és un edifici de les Llosses declarat bé cultural d'interès nacional.

## Descripció
Queden restes d'una torre i murs al cim del penyal del Roquer.
La Roca de Baborers estava en el terme del castell de la Guàrdia. El lloc és conegut avui com "el Roquer" (prop del Cremat, hostal). Dalt del roquer hi ha encara, mig absorbides per la vegetació, les restes, no gaire extenses, d'una construcció i, segons apreciem en un mapa a escala 1:25000, el penyal més alterós, que assoleix l'altitud de 945 metres sobre el nivell del mar, rep el nom de "la Talaia". No lluny del Roquer existeix la casa dita "de Baborers". Tenim coneixement d'una deixa testamentària, el 1324, a la capella de Sant Salvador de "Babotes" (interpretem: Barborers). Maria de Canet, casada amb el vescomte Ramon Folc de Cardona, cedí a Bernat de Cabrera la baronia de la Guàrdia, essent-hi inclòs el castell de Baborers ("Roca de Babores"). El 1356, Bernat III de Cabrera ho donà al rei.

## Història
La fortalesa és documentada el 1242.
Aquest paratge esdevingué propietat dels Galceran de Pinós. Un Galceran de Pinós, pel seu testament de l'11 de gener del 1277, llegà al seu net Ponç de la Guàrdia, fill del difunt Ramon de la Guàrdia (aquest, fill del testador) el "castrum et honorem de Guardia quod est in termino de Ripoles" junt amb "totam rocham et castrum de Babarers". El 1287, el rei manà a Ponç de la Guàrdia que donés al veguer reial del Ripollès les potestats dels castells de la Guàrdia i de "Ça Roca"; es tracta de la Roca de Baborers. Eren castells que ell tenia en feu del rei. Després del testament de Jaume el Conqueridor, aquest paratge es ressentí de la participació del territori. Uns mesos després de la mort de Jaume II de Mallorca, el vescomte de Cardona rebé la notificació, l'agost del 1312, que havia estat verificada l'empara reial dels castells de la Guàrdia i Roca de Baborers, per raó de feu.